# آذری‌های اوکراین
ترکان اوکراین (به ترکی آذربایجانی: Ukrayna azərbaycanlıları) به گروهی از مردم آذربایجان مقیم اوکراین گفته می‌شود. غالب جمعیت آذربایجانی را اهالی کشور جمهوری آذربایجان تشکیل می‌دهد و پیشینه‌ی روابط بین شهروندان آذربایجانی و اوکراینی به امپراتوری روسیه و اتحاد جماهیر شوروی سوسیالیستی باز می‌گردد، که هر دو کشور کنونی اوکراین و جمهوری آذربایجان در قالب یک قلمروی واحد بودند. امروزه جمعیت آذربایجانی‌های اوکراین ۴۵،۰۰۰ هزار تن شمارش شده‌است. سکونتگاه اهالی آذربایجانی بیشتر در استان دونتسک(۸ هزارنفر)، استان خارکف(۵-۶ هزارنفر)، استان دنیپروپتروفسک(۵-۶ هزارنفر) متمرکز می‌باشد. تعداد مهاجرت گروه‌های قومی به سرعت در حال رشد می‌باشد، به ویژه بین سال‌های ۱۹۶۰ و ۱۹۹۰،، عمدتاً به دلیل بی ثباتی در قفقاز جنوبی ۵٫۵٪ افزایش یافته‌بود. امروز، اوکراین، هفتمین جامعه بزرگ آذربایجانی در جهان را در خود جای داده است. اکثریت آذربایجانی‌های اوکراین مسلمان اهل تشیع هستند، یکی از مشکلات آذربایجانی‌ها در اوکراین مسئله اسلام‌هراسی است، که اصولاً به خاطر تبعیض، دین و مذهب خود را آشکار نمی‌سازند.
در حال حاضر، در ۱۵ منطقه اوکراین، جوامع فرهنگ ملی آذربایجانی‌ها و در ۸ مدرسه در روزهای یک‌شنبه، زبان و ادبیات آذربایجانی تدریس می‌شود. چاپ مجله "صدای آذربایجان" در کی‌یف از سال ۱۹۹۸ آغاز شده است. اولین روزنامهٔ آذربایجانی‌زبان در اوکراین به نام ملت از سال ۱۹۹۱ در کریمه در حال انتشار می‌باشد. در اوکراین در مراسم‌هایی به صورت خیابانی حوادث ژانویه سیاه، کشتار خوجالی، وقایع مارس گرامی داشته می‌شود.در ماه مه، ۲۰۱۱ یک بنای تاریخی بازسازی شده برای سربازان آذربایجانی در بخش ۷۷ در سواستوپول افتتاح شد.

## سرشناسان
- الن بابایف: شهردار کنونی کرمنچوک[۵][۶]

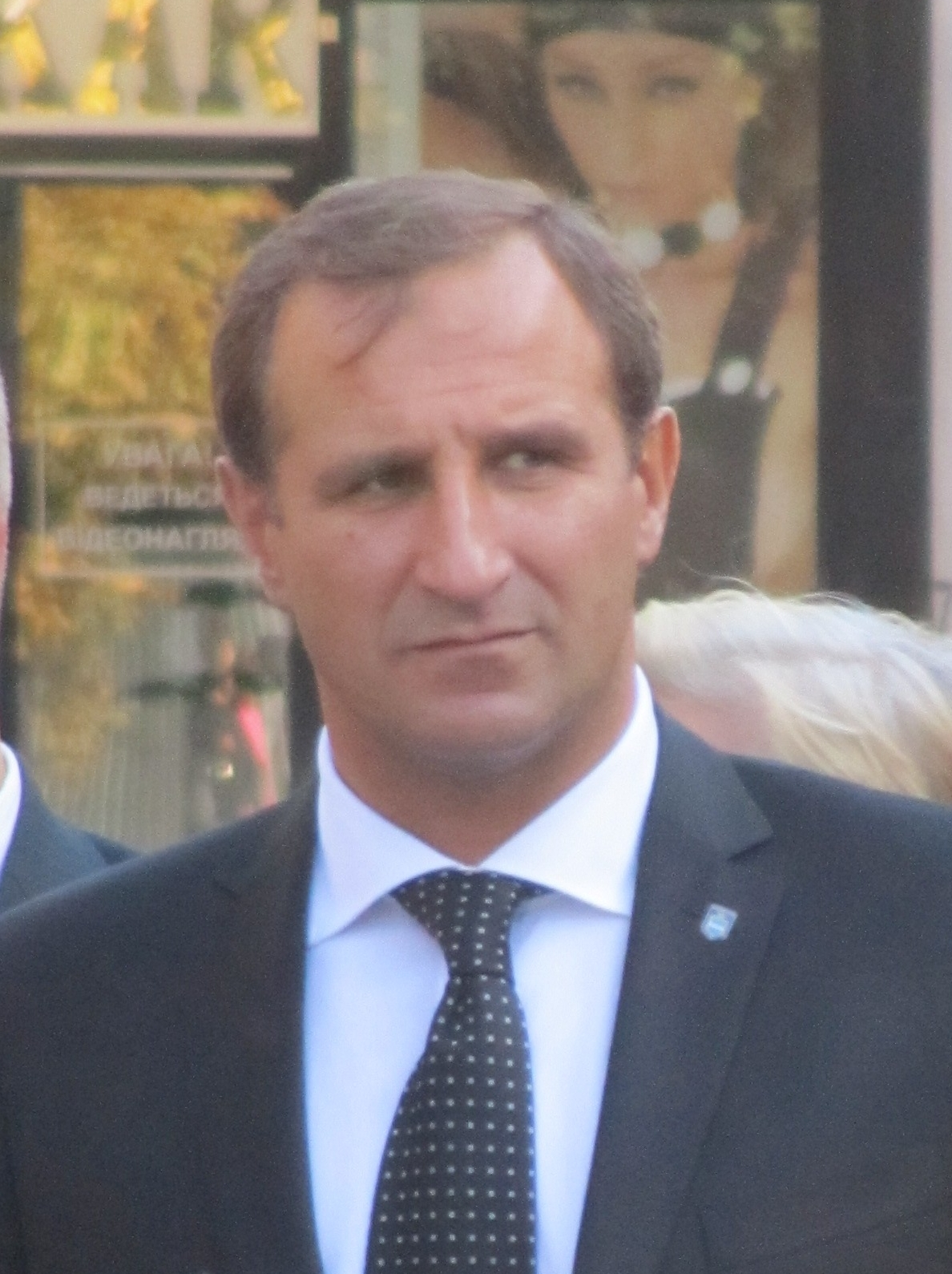
الن بابایف

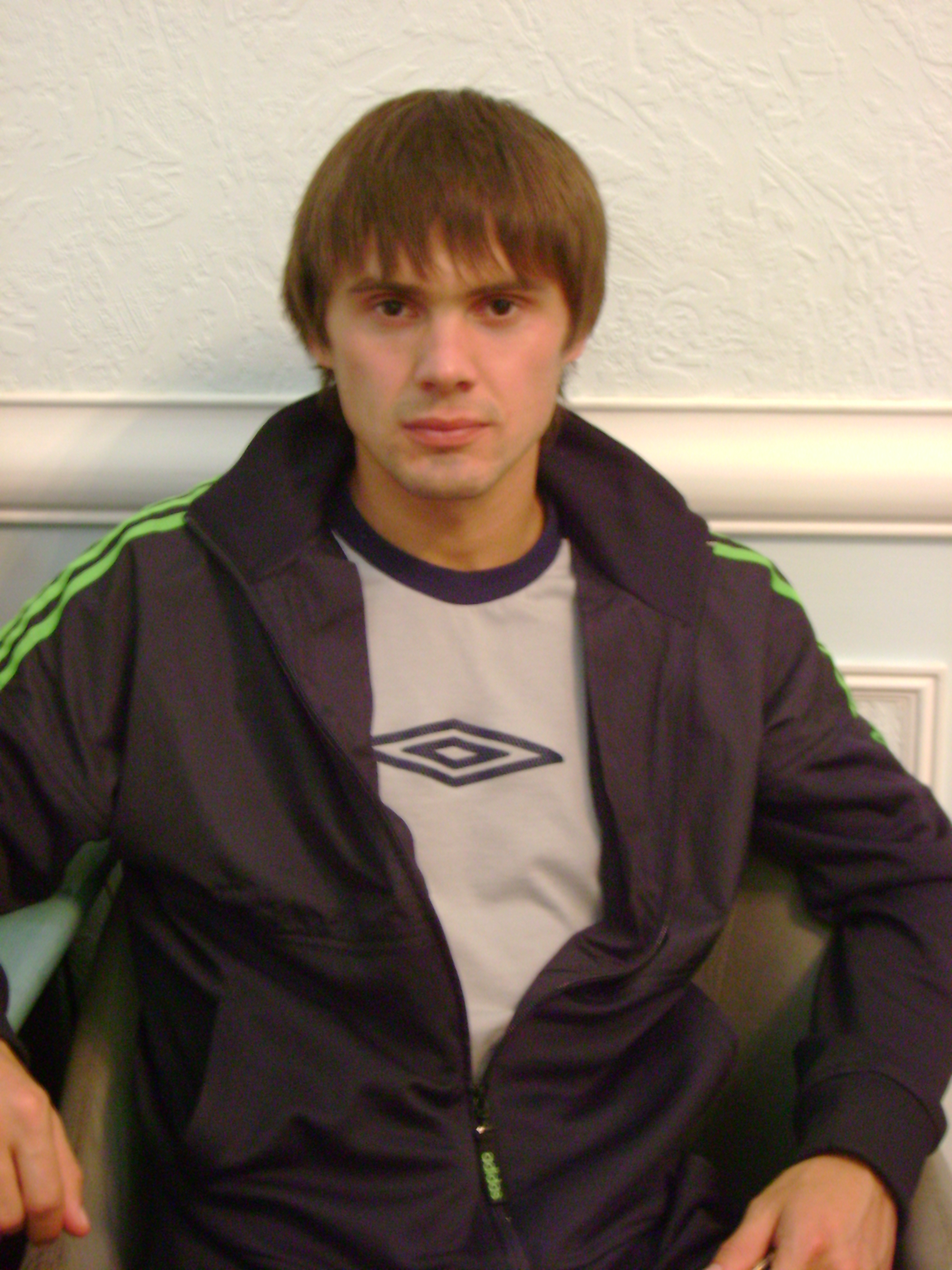
آلکساندر چرتوگانف بازیکن تیم ملی فوتبال جمهوری آذربایجان و باشگاه فوتبال قبله.

- آیسل تیمورزاده دارای تبار آذربایجانی-اوکراینی
- ماکسیم پاشایف: بازیکن فوتبال
- پاولو پاشایف:بازیکن فوتبال
- آلکساندر چرتوگانوف:بازیکن فوتبال
- ساشا یونس‌اوغلو:بازیکن فوتبال
- ماریا استادنیک: دارنده مدال برنز المپیک ۲۰۰۸ پکن و نقره ۲۰۱۲ لندن در رشته کشتی
- ناتالیا محمدوا: بازیکن والیبال
- والری سردا: ورزشکار پرش ارتفاع